# Брабантская революция
Брабантская революция 1789—1790 годов (нидерл. Brabantse Omwenteling) — буржуазная революция, начавшаяся в Брабанте. Явилась попыткой освобождения от австрийской власти бельгийских провинций, входивших с 1714 года в состав Габсбургской монархии.

## История
С восшествием на престол в 1765 году, император Священной Римской империи Иосиф II поставил задачу централизации администрации владений в Нидерландах. Согласно эдиктам от 1 января 1787 года независимые провинции заменялись на 9 kreitsen и 35 districten, а сложная судебная система униформизировалась. Южные Нидерланды увидели в этих эдиктах покушение на вековые привилегии и формальную независимость регионов в Нидерландах. Генеральные штаты (парламент) герцогства Брабанта счёл предложенные Иосифом II налоги противоречащими хартии Joyeuse entrée, своего рода конституции  Брабанта, на верность которой начиная с 1356 года присягали герцоги брабантские и лимбургские. В силу этого 19 апреля 1787 года Брабант и Эно отказались утвердить налоги . Оппозиционные выступления 1787 года, вспыхнувшие в ответ на реформы Иосифа II, бельгийские историки называют «малой» Брабантской революцией.
Наместники Нидерландов сестра Иосифа II Мария Кристина и её супруг Альберт Казимир, герцог Саксен-Тешенский в мае 1787 года попытались отменить действие эдиктов, однако император продолжил настаивать на реформе и 7 января 1789 года запретил созыв парламентов Брабант и Эно . Продолжающийся конфликт между императором и Нидерландскими провинциями привёл к отмене императором Joyeuse entrée 18 июня 1789 года.
Еще в начале 1787 года при широком участии городской бедноты и крестьянства в провинциях образовался антиавстрийский национальный фронт, во главе которого встали представители буржуазных партий — консервативной, защищавшей интересы католической церкви, крупных землевладельцев и цеховых корпораций (ноотисты, лидер — Анри ван дер Ноот), и либеральной, объединявшей часть средней и мелкой городской буржуазии (вонкисты, лидер — Ян Франс Вонк). В отличие от более консервативных штатистов — вонкисты в начале поддерживали реформы Иосифа II, однако то, как эти реформы проводились перевели и вонкистов в ряды оппозиции.
Под влиянием развивающихся в соседней Франции событий (той "кипучей" ситуации, сложившейся в парижском и провинциальном обществе во время работы в Версале Генеральных Штатов 1789 года; подробнее об этом здесь) антиавстрийское движение усилилось; в мае 1789 года вонкистами было создано тайное общество Pro aris et focis; в сентябре 1789 года в городе Бреда был создан революционный комитет из представителей ноотистов и вонкистов. В августе 1789 года также начались волнения в Льеже (Льежская революция), направленные против власти князя-епископа К.-Ф. де Хунсбрука. После бегства епископа в городе была провозглашена республика. Льежские Генеральные штаты работали над созданием Конституции, в которой, в частности, провозглашалось всеобщее равенство населения перед налогом, свобода труда и право народа избирать депутатов.

## Ход событий
Отмена Joyeuse entrée послужила поводом для открытого неповиновения в Брабанте. Ван дер Ноот бежал в Бреду, в часть исторического Брабанта находившегося под контролем республики Соединённых провинций, где ему удалось сплотить группу единомышленников и собрать небольшую армию. В октябре 1789 года под командой генерала Жана-Андре ван дер Мерша армия патриотов перешла границу Южных Нидерландов и 24 октября вошла в первый город на территории страны — Хогстратен. В тот же день Ван дер Ноот опубликовал «Манифест брабантцев» (фр. Manifeste des Brabançons ), в котором объявил о низложении императора Иосифа II и призывал к оружию во имя свободы и родины.

Флаг революционеров

Через три дня, 27 октября, произошёл бой в Тюрнхауте. Генерал Ван дер Мерш осознавал, что борьба в открытом поле была бы заведомо проигрышной для повстанцев. С помощью жителей на улицах города были построены баррикады, и армия патриотов навязала австрийским войскам уличные бои, заставив противника отступить.
Успех в Тюрнхауте придал повстанцам уверенности в себе: 13 ноября им покоряется Гент, несколькими днями позднее Тинен и Дист. 17 ноября наместники Нидерландов вместе с австрийской администрацией покидают Брюссель, солдаты массово дезертируют из имперских войск. 10 декабря начинается восстание в Брюсселе: остатки имперской армии отходят в крепости Люксембурга и Антверпена (Антверпенский гарнизон перешёл на сторону восставших 29 марта 1790 года).
18 декабря Ван дер Ноот торжественно вошёл в украшенный трёхцветными флагами Брюссель. Все провинции за исключением Люксембурга объявили о своей независимости и сформировали 11 января 1790 года конфедерацию, известную как Бельгийские соединённые штаты . Каждая провинция сохраняла свой суверенитет, однако делегировала защиту общих интересов конгрессу. Льежское епископство, участвовавшее в восстании, не вошло в конфедерацию. Исполнительная власть была поручена правительству во главе с Ван дер Ноотом, который был избран премьер-министром республики.

## Последствия

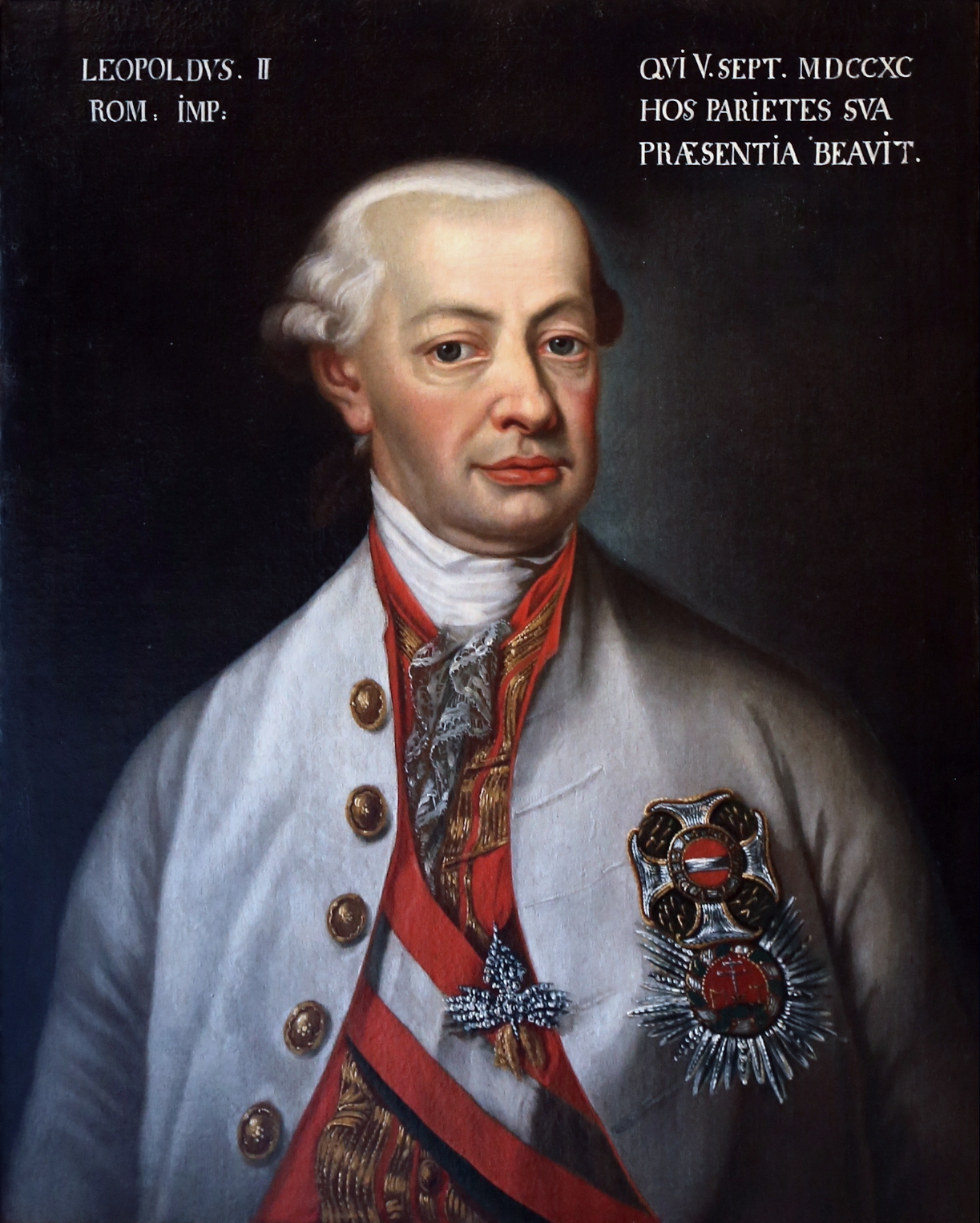
Леопольд II

Понимая, что для дальнейшего существования Бельгийских штатов потребуется иностранная поддержка, государственники попытались установить контакт с иностранными державами, которые, по их мнению, им сочувствовали. Достаточно быстро выяснились серьёзные различия между ноотистами и вонкистами. Правительство ноотистов опиралось на крупные брабантские города: Брюссель, Антверпен, Лёвен, в то время как вонкисты были более популярны в Эно и Фландрии. Вонкисты стремились создать унитарное централизованное государство на пример конституционной монархии во Франции, возможно даже в рамках империи. Ван дер Ноот искал сближения и в будущем объединения с Соединёнными провинциями, а также расширения революции на юге. Кроме этого Ван дер Ноот искал сближения с Пруссией, державшей с ноября 1789 года войска в Льежском епископстве. Однако, несмотря на многочисленные попытки, революция не получила зарубежной поддержки. Голландцы не были заинтересованы, и, хотя прусский король Фридрих Вильгельм II отнесся к этому с сочувствием и действительно послал некоторые войска на помощь революционерам в июле, Пруссия также была вынуждена вывести свои войска под совместным давлением Австрии и Великобритании. Более того, отмена налогов под давлением населения привела к финансовым сложностям и невозможности собрать армию.
После смерти Иосифа II 20 февраля 1790 года австрийским императором стал его брат, Леопольд II. По результатам Рейхенбахского соглашения между Великобританией, Голландией, Пруссией и Австрией (27 июля 1790 года) было позволено императору начать завоевание Австрийских Нидерландов при условии соблюдения им местных традиций. Всем революционерам, сдавшимся австрийским войскам, была предложена амнистия. Леопольд заключил перемирие с турками и вывел 30 000 солдат для подавления восстания в Брабанте.
Австрийская армия под командованием фельдмаршала барона фон Бендера вторглась в Бельгийские штаты и встретила небольшое сопротивление со стороны населения, которое уже было недовольно управлением и междоусобной борьбой повстанцев. 28 сентября австрийцы разгромили бельгийскую армию в сражении при Фальмане. Эно был первым, кто признал суверенитет Леопольда, и вскоре за ним последовали другие города.
24 ноября имперские войска вошли в графство Намюр, двумя днями позднее власть императора признала Фландрия. Суверенный Конгресс собрался в последний раз 27 ноября, прежде чем распуститься. В остальном реставрация имперской власти прошла практически бескровно. 3 декабря австрийцы приняли капитуляцию Брюсселя и вновь оккупировали город, что фактически ознаменовало подавление революции. Ван дер Ноот бежал в республику Соединённых провинций и больше не занимался политикой .

## Значение
Хотя Бельгийские соединённые штаты просуществовали немногим менее года, описанные события оказали значительное влияние на дальнейшую историю региона. С одной стороны, планы ван дер Ноота по объединению южных и северных провинций привели к созданию Объединённого королевства Нидерландов; с другой, они явились предвестником Бельгийской революции 1830 года.